# Anders Gravers
 (janvier 2021).
Si vous disposez d'ouvrages ou d'articles de référence ou si vous connaissez des sites web de qualité traitant du thème abordé ici, merci de compléter l'article en donnant les références utiles à sa vérifiabilité et en les liant à la section « Notes et références ».
Anders Gravers Pedersen est un militant anti-islam danois né le 13 mai 1960.
Il est le président et fondateur de Stop islamisation of Denmark (SIAD) et chef de Stop Islamisation of Europe (SIOE). 